# Судул (Піньчовський повіт)
Судул (пол. Sudół) — село в Польщі, у гміні Дзялошиці Піньчовського повіту Свентокшиського воєводства.
Населення — 159 осіб (2011).
У 1975-1998 роках село належало до Келецького воєводства.

## Демографія
Демографічна структура на день 31 березня 2011 року:
|          | Загалом | Допрацездатний вік | Працездатний вік | Постпрацездатний вік |
| -------- | ------- | ------------------ | ---------------- | -------------------- |
| Чоловіки | 79      | 15                 | 53               | 11                   |
| Жінки    | 80      | 13                 | 38               | 29                   |
| Разом    | 159     | 28                 | 91               | 40                   |